# Khalid Taha
Khalid Taha (Dortmund, 15 de febrero de 1992) es un artista marcial mixto alemán que compite actualmente en la división de peso gallo de Ultimate Fighting Championship.

## Carrera de artes marciales mixtas

### Carrera temprana
Taha comenzó a luchar profesionalmente en MMA en 2013. Ha luchado bajo numerosas organizaciones, en particular el Campeonato Alemán de MMA, Fair Fighting Championship y Rizin Fighting Federation.

### Ultimate Fighting Championship
Taha debutó en la UFC el 22 de julio de 2018 en UFC Fight Night: Shogun vs. Smith contra Nad Narimani. Perdió el combate por decisión unánime.
Taha estaba programado para enfrentarse a Boston Salmon el 30 de noviembre de 2018 en The Ultimate Fighter 28 Finale. Sin embargo, Taha se retiró del evento debido a una rotura del ligamento cruzado anterior y el combate se canceló. El emparejamiento fue reprogramado en UFC 236 el 13 de abril de 2019. Ganó el combate por nocaut técnico en el primer asalto.
Taha estaba programado para enfrentarse a Bruno Gustavo da Silva el 7 de septiembre de 2019 en UFC 242. Sin embargo, el 21 de agosto se informó que el combate se trasladó a UFC 243. Taha ganó el combate por sumisión en el tercer asalto. El 23 de diciembre de 2019 Taha recibió un año de suspensión de la agencia antidopaje de Estados Unidos por dar positivo por furosemida (diuréticos) en una muestra de orina en competición proporcionada el 6 de octubre de 2019 en la que Taha tomó un medicamento para reducir la inflamación e hinchazón de sus ojos que contenía furosemida. Se convirtió en elegible para competir de nuevo en el 6 de octubre de 2020.
Se esperaba que Taha se enfrentara a Jack Shore el 7 de noviembre de 2020 en UFC on ESPN: Santos vs. Teixeira. Sin embargo, Shore fue retirado del combate a finales de octubre por razones no reveladas y sustituido por Raoni Barcelos. Taha perdió el combate por decisión unánime. Este combate le valió el premio a la Pelea de la Noche.
Taha se enfrentó a Sergey Morozov el 17 de julio de 2021 en UFC on ESPN: Makhachev vs. Moisés. Perdió el combate por decisión unánime.

## Campeonatos y logros

### Artes marciales mixtas
- Ultimate Fighting Championship
  - Pelea de la Noche (una vez)  vs. Raoni Barcelos[17]

## Vida personal
Taha es de origen libanés.

## Récord en artes marciales mixtas
| Resultado     | Récord   | Oponente                | Método                                     | Evento                                              | Fecha                    | Ronda | Tiempo | Localización      | Notas |
| ------------- | -------- | ----------------------- | ------------------------------------------ | --------------------------------------------------- | ------------------------ | ----- | ------ | ----------------- | --- |
| Derrota       | 13-4 (1) | Sergey Morozov          | Decisión (unánime)                         | UFC on ESPN: Makhachev vs. Moisés                   | 17 de julio de 2021      | 3     | 5:00   | Las Vegas, Nevada | |
| Derrota       | 13-3 (1) | Raoni Barcelos          | Decisión (unánime)                         | UFC on ESPN: Santos vs. Teixeira                    | 7 de noviembre de 2020   | 3     | 5:00   | Las Vegas, Nevada | Pelea de la Noche. |
| Sin resultado | 13-2 (1) | Bruno Gustavo da Silva  | Sin resultado                              | UFC 243                                             | 6 de octubre de 2019     | 3     | 3:00   | Melbourne         | Combate de peso acordado (137 libras); Taha no cumplió con el peso. Originalmente una victoria por sumisión (estrangulamiento de brazo) para Taha; anulada después de que diera positivo por furosemida. |
| Victoria      | 13-2     | Boston Salmon           | TKO (puñetazos)                            | UFC 236                                             | 13 de abril de 2019      | 1     | 0:25   | Atlanta, Georgia  | Regreso al peso gallo. |
| Derrota       | 12-2     | Nad Narimani            | Decisión (unánime)                         | UFC Fight Night: Shogun vs. Smith                   | 22 de julio de 2018      | 3     | 5:00   | Hamburgo          | |
| Victoria      | 12-1     | Hamza Kooheji           | Sumisión (estrangulamiento por detrás)     | Brave 12                                            | 11 de mayo de 2017       | 2     | N/A    | Yakarta           | Regreso al peso pluma. |
| Derrota       | 11-1     | Takafumi Otsuka         | Sumisión (estrangulamiento por guillotina) | Rizin Fighting World Grand Prix 2017: 2nd Round     | 29 de diciembre de 2017  | 3     | 3:23   | Saitama           | Cuartos de final del Grand-Prix de Peso Gallo de Rizin. |
| Victoria      | 11-0     | Keita Ishibashi         | KO (rodillazos y puñetazos)                | Rizin World Grand Prix 2017: Opening Round - Part 1 | 30 de julio de 2017      | 1     | 4:52   | Saitama           | Primer asalto del Grand-Prix de Peso Gallo de Rizin. |
| Victoria      | 10-0     | Timo-Juhani Hirvikangas | Decisión (dividida)                        | German MMA Championship 9                           | 19 de noviembre de 2016  | 1     | 1:20   | Castrop-Rauxel    | |
| Victoria      | 9-0      | Michail Chrisopoulos    | KO (puñetazo)                              | Fair FC 5                                           | 19 de noviembre de 2016  | 1     | 1:20   | Eindhoven         | |
| Victoria      | 8-0      | Nijat Valujev           | TKO (puñetazos)                            | Fair FC: Top Ten Champions                          | 12 de marzo de 2016      | 1     | 2:26   | Herne             | |
| Victoria      | 7-0      | Daniel Makin            | TKO (puñetazos)                            | Fair FC 4                                           | 28 de noviembre de 2015  | 1     | 2:20   | Eindhoven         | |
| Victoria      | 6-0      | Omer Cankardesler       | Decisión (unánime)                         | Fair FC 3                                           | 28 de marzo de 2015      | 3     | 5:00   | Rheinberg         | Ganó el Campeonato de Peso Gallo del Fair FC. |
| Victoria      | 5-0      | Ali Selcuk Ayin         | TKO (sumisión a golpes)                    | German MMA Championship 5                           | 13 de septiembre de 2014 | 1     | 4:59   | Herne             | |
| Victoria      | 4-0      | Manuel Bilić            | Sumisión (estrangulamiento por detrás)     | Fair FC 1                                           | 8 de febrero de 2014     | 2     | 4:23   | Herne             | Debut en el peso gallo. |
| Victoria      | 3-0      | Florin Gârdan           | TKO (rodillazos)                           | RNC: Martial Arts Gala                              | 30 de noviembre de 2013  | 2     | 4:43   | Frankenthal       | Debut en el peso pluma. |
| Victoria      | 2-0      | John Isac               | TKO (puñetazos)                            | GMC 4                                               | 6 de julio de 2013       | 2     | 0:20   | Herne             | |
| Victoria      | 1-0      | Muhammed Celebi         | TKO (puñetazos)                            | MMA Bundesliga 2                                    | 6 de abril de 2013       | 2     | 2:43   | Herne             | Debut en el peso ligero. |